# Maurizio De Luca

Maurizio De Luca

Maurizio De Luca (Firenze, 28 marzo 1943 – Roma, 5 maggio 2014) è stato un giornalista e scrittore italiano.

## Biografia
Dopo la maturità classica si iscrive a Giurisprudenza e inizia a collaborare con La Nazione e con Nazione Sera. Interrompe gli studi universitari dopo la morte improvvisa dei genitori coinvolti in un incidente stradale, vicino Pisa, nel giorno di ferragosto del 1964. Dopo tre anni, sposa Gabriella dalla quale avrà due figli, Simona e Jacopo, e alla quale resterà legato per tutta la vita. Nel 1969 viene assunto come praticante alla Nazione e poi da Firenze inizia la sua collaborazione con il settimanale Panorama.  
Nel 1974 il direttore di Panorama Lamberto Sechi lo chiama a Milano, dove diventa capo della sezione chiamata Italia 2 per poi trasferirsi alla redazione romana come inviato. Dopo un breve periodo come responsabile della redazione romana al settimanale Il Mondo entra all’Espresso, diretto da Livio Zanetti, come capo del servizio società. Il suo primo articolo è sul caso Moro, e dopo sei anni diventa vicedirettore del settimanale. Nel 1988 viene nominato direttore dei quotidiani veneti del gruppo “Repubblica-L’Espresso” (Mattino di Padova, Nuova Venezia e Tribuna di Treviso) e nel 1993 torna a Roma come direttore dell’Agl (l'agenzia centrale dei quotidiani locali del gruppo) per poi diventare anche direttore editoriale della Finegil, la società che controllava la catena dei giornali locali . Segue e sviluppa nuove iniziative editoriali del gruppo e per due anni assume anche la direzione della Città di Salerno. 
Durante la sua lunga carriera ha sempre affiancato agli incarichi direttivi e manageriali un attento lavoro di cronista che lo ha portato a seguire in prima persona e in prima fila inchieste su mafia e terrorismo, su scandali finanziari, sul caso Sindona, sull’omicidio Ambrosoli, sulle deviazioni della loggia massonica P2, sui grandi delitti. E ha sempre accompagnato il lavoro di giornalista con un intenso impegno civile.  
Nel 2009 vinto il premio “Enzo Biagi” per il giornalismo nell’ambito del XVII edizione del premio nazionale Paolo Borsellino.
Nel suo primo libro, scritto con Paolo Panerai e intitolato "Il crack", ha raccontato per la prima volta la vera vicenda del finanziere Michele Sindona. L’ultimo, con Giancarlo Caselli e Antonio Ingroia, è stato "Vent’anni contro, dall’eredità di Falcone e Borsellino alla trattativa".
Ha scritto testi teatrali e sceneggiature televisive. Ha collaborato con Micromega, Il Segno e Narcomafie. Ha diretto la collana editoriale dell'Associazione Libera, Liberamente.

## Opere
- Il crack, Sindona, la Dc, il Vaticano e gli altri amici, con Paolo Panerai, Milano, Mondadori, 1975
- Tutti gli uomini dell’Antilope, con Paolo Gambescia e Fabio Isman, Mondadori, 1977
- L’Italia della P2, (autori vari), Mondadori 1977
- Il mandarino è marcio, terrorismo e cospirazione nel caso Moro, con Mimmo Scarano, Editori Riuniti, 1985, ISBN 8835928117 [3]
- Il presidente prossimo venturo, con Mimmo Scarano, Longanesi, 1985, ISBN 8830405647
- Sindona, gli atti di accusa dei giudici di Milano (prefazione), Editori Riuniti, 1986, ISBN 978-8835929888
- Il caso Sindona - Atti del processo Sindona, Testo teatrale, presentato al Festival di Todi 1994[4] con la regia di Mario Tricamo e la partecipazione di Loredana Martinez
- Il caso Mandalari, con Sandra Bonsanti e Corrado Stajano, Libera, 1995
- Nonostante donna. Storie civili al femminile, con Sandra Bonsanti, EGA - Edizioni Gruppo Abele, 1996
- Il caso Montesi, in Storia d’Italia, Annali 12 - La criminalità (autori vari, a cura di Luciano Violante), Einaudi, 1997, ISBN 9788806144739
- L'eredità scomoda. Da Falcone ad Andreotti. Sette anni a Palermo, con Gian Carlo Caselli e Antonio Ingroia, Feltrinelli, 2001, ISBN 8807170515
- Vent’anni contro, dall’eredità di Falcone e Borsellino alla trattativa, con Gian Carlo Caselli e Antonio Ingroia, Laterza, 2013, ISBN 8858107322
- Sceneggiatura della miniserie televisiva Qualunque cosa succeda – Giorgio Ambrosoli, tratta dal libro del figlio Umberto Ambrosoli, con Alberto Negrin e Andrea Porporati, 2014, ISBN 8851801207